# Kawartha Lakes
Kawartha Lakes é uma cidade do Canadá, província de Ontário. Sua área é de 22.6 km quadrados, e sua população é de 69 179 habitantes.